# Matheus Pereira (calciatore 2000)
Matheus Pereira de Souza, meglio noto come Matheus Pereira (San Paolo, 21 dicembre 2000), è un calciatore brasiliano, difensore del Santa Clara.

## Carriera
Cresciuto nel settore giovanile del Cruzeiro, debutta in prima squadra il 30 agosto 2020, in occasione dell'incontro di Série B perso per 1-2 contro l'América-MG. Agli inizi del 2022 viene ceduto in prestito al Guarani, per poi essere acquistato a titolo definitivo dal Vizela il 30 luglio 2022, con cui firma un contratto triennale.
Il 30 giugno 2024 si trasferisce a titolo definitivo al Santa Clara.

## Statistiche

### Presenze e reti nei club
Statistiche aggiornate al 14 gennaio 2023.
| Stagione        | Squadra         | Campionato      | Campionato | Campionato | Coppe nazionali | Coppe nazionali | Coppe nazionali | Coppe continentali | Coppe continentali | Coppe continentali | Altre coppe | Altre coppe | Altre coppe | Totale | Totale |
| Stagione        | Squadra         | Comp            | Pres       | Reti       | Comp            | Pres            | Reti            | Comp               | Pres               | Reti               | Comp        | Pres        | Reti        | Pres   | Reti   |
| --------------- | --------------- | --------------- | ---------- | ---------- | --------------- | --------------- | --------------- | ------------------ | ------------------ | ------------------ | ----------- | ----------- | ----------- | ------ | ------ |
| 2020            | Cruzeiro        | M1/MG+B         | 0+25       | 0+1        | CB              | 0               | 0               |                    | -                  | -                  |             | -           | -           | 25     | 1      |
| 2021            | Cruzeiro        | M1/MG+B         | 12+20      | 0          | CB              | 4               | 0               |                    | -                  | -                  |             | -           | -           | 36     | 0      |
| Totale Cruzeiro | Totale Cruzeiro | Totale Cruzeiro | 57         | 1          |                 | 4               | 0               |                    | -                  | -                  |             | -           | -           | 61     | 1      |
| gen.-lug. 2022  | Guarani         | A1/SP+B         | 9+15       | 1+2        | CB              | 2               | 0               |                    | -                  | -                  |             | -           | -           | 26     | 3      |
| 2022-2023       | Vizela          | PL              | 4          | 1          | CP+CdL          | 0+3             | 0               |                    | -                  | -                  |             | -           | -           | 7      | 1      |
| Totale carriera | Totale carriera | Totale carriera | 85         | 5          |                 | 9               | 0               |                    | -                  | -                  |             | -           | -           | 94     | 5      |